# 単記式と連記式
単記式（たんきしき）と連記式（れんきしき）とは、用紙に氏名などを記入する際の方法である。一つだけ書き記せば単記、二つ以上連ねると連記になる。用語としては投票以外にも用いられる。

## 投票方式
小選挙区制（定数1）において、単純小選挙区制や二回投票制、徹底投票は単記式に、是認投票は連記式に、優先順位付投票制やシュルツ方式は順位式に分けられる。
大選挙区制（定数2以上）においても、単記式の単記非移譲式投票、連記式の制限連記制と完全連記制、順位式の単票移譲式に分類される。完全連記制は多数代表になり、単記非移譲式や単票移譲式は比例代表に近い結果をもたらす。
名簿式比例代表制においては、日本では候補者名や政党名を単記する方法が採られているが、パナシャージュ方式では、自由に候補者名を混ぜて連記できる。
単票式では合計の票数と投票者数が一致し、複票式では合計の票数が投票者数を上回る。